# Radeburg
Radeburg település Németországban, azon belül Szászország tartományban. Lakosainak száma 7614 fő (2023. december 31.). Radeburg Ebersbach és Thiendorf községekkel határos.

## Népesség
A település népességének változása:
| Lakosok száma | 7309 | 7325 | 7325 | 7278 | 7451 | 7614 |
|               | 2017 | 2018 | 2019 | 2021 | 2022 | 2023 |